# The Remixes (álbum de Mariah Carey)
The Remixes (en español: Las remezclas) es el decimotercer álbum de la cantante estadounidense Mariah Carey, lanzado en Estados Unidos el 14 de octubre de 2003 bajo el sello de Columbia Records. Es principalmente una colección de remixes de algunas canciones de Carey: el primer disco está compuesto por sus dance remixes (remezclas bailables), mientras que el segundo contiene sus colaboraciones hip hop y remixes.
El álbum también incluye la canción "I Know What You Want" que fue grabado con Busta Rhymes en el álbum It Ain't Safe No More de éste y que no había sido incluido en ningún álbum de Carey.
También aparecen temas dos temas inéditos: el "So So Def remix" de la pista "The One" y "Miss You", interpretada a dueto con el rapero Jadakiss que había sido grabada para el álbum Charmbracelet pero que nunca se lanzó en la versión oficial de éste, sólo aparecía cómo bonus track en las ediciones de algunos países.
No todas las pistas incluidas en el álbum son remixes (remezclas), también hay cinco canciones que aparecen en su versión original, estas son: "Breakdown" (1997), "Sweetheart", "Crybaby" (2000), "Miss You" y "I Know What You Want" (2003).
Los tres sellos discográficos de Carey Columbia Records, Virgin Records e Island Records no tuvieron ningún problema con prestar las licencias para incluir las canciones.
Mientras que J Records también autorizó la licencia para incluir la canción "I Know What You Want".
Según Nielsen SoundScan, hasta marzo de 2013, The Remixes vendió 280 000 copias en los Estados Unidos.

## Lista de canciones
- CD 1

1. "My All" (Morales "My" Club Mix) – 7:10
2. "Heartbreaker/If You Should Ever Be Lonely" (Junior's Heartbreaker Club Mix) – 10:18
3. "Fly Away (Butterfly Reprise)" (Fly Away Club Mix) – 9:50
4. "Anytime You Need a Friend" (C+C Club Version) – 10:54
5. "Fantasy" (Def Club Mix) – 11:17
6. "Honey" (Classic Mix) – 8:06
7. "Dreamlover" (So So Def Club Mix) – 10:44
8. "Emotions" (12" Club Mix) – 5:50
9. "Through the Rain" (HQ2 Radio Edit) – 4:08

- CD 2

1. "Fantasy" (Bad Boy Remix) – 4:52
  -  Interpretado por Mariah Carey & Ol' Dirty Bastard
2. "Always Be My Baby" (Mr. Dupri Mix) – 4:40
  - Interpretado por Mariah Carey, Da Brat, & Xscape
3. "My All/Stay Awhile" (So So Def Mix) – 4:44
  - Interpretado por Mariah Carey, Lord Tariq, & Peter Gunz
4. "Thank God I Found You" (Make It Last Remix) – 5:09
  - Interpretado por Mariah Carey, Joe, & Nas
5. "Breakdown" – 4:44
  - Interpretado por Mariah Carey, Krayzie Bone (of Bone Thugs-N-Harmony), & Wish Bone (Bone Thugs-N-Harmony)
6. "Honey" (So So Def Mix) – 5:12
  - Interpretado por Mariah Carey, Da Brat, & Jermaine Dupri
7. "Loverboy (Remix)" – 4:31
  - Interpretado por Mariah Carey, Da Brat, Ludacris, Shawnna, & Twenty II
8. "Heartbreaker (Remix)" - 4:38
  - Interpretado por Mariah Carey, Da Brat, & Missy Elliott
9. "Sweetheart" – 4:22
  - Interpretado por Mariah Carey & Jermaine Dupri
10. "Crybaby" – 5:21
  - Interpretado por Mariah Carey & Snoop Dogg
11. "Miss You" – 5:09
  - Interpretado por Mariah Carey & Jadakiss
12. "The One (So So Def Remix)" – 4:38
  - Interpretado por Mariah Carey & Bone Crusher
13. "I Know What You Want" – 4:12
  - Interpretado por Mariah Carey, Busta Rhymes, & Flipmode Squad
14. "All I Want for Christmas Is You" (So So Def remix) con Lil' Bow Wow y Jermaine Dupri – 3:44